# キックボクサー (映画)
『キックボクサー』（原題: Kickboxer）は、1989年のアメリカ合衆国のアクション映画。その後シリーズ化された。

## ストーリー
キックボクシングの全米チャンピオンの兄を誇らしげに見つめるカート。世界制覇を宣言した兄とともにカートはキックボクシングの発祥地タイへ赴く。しかし対戦相手トン・ポーに為す術なくやられ、一生車椅子の生活を余儀なくされた兄。復讐を誓ったカートは達人に弟子入り、地獄の特訓の日々が始まるのだった…。

## 登場人物
- カート・スローン

兄の仇をとるためにトンに戦いを挑む男。
- エリック・スローン

カートの兄。国際空手協会の全米チャンピオン。
- ジアン・チョウ

ムエタイの達人。
- トン・ポー

世界最強のキックボクサー。
- マイリー

ジアンの姪。

## キャスト
| 役名                   | 俳優                           | 日本語吹替                                                        |
| 役名                   | 俳優                           | テレビ東京版                                                      |
| ---------------------- | ------------------------------ | ----------------------------------------------------------------- |
| カート・スローン       | ジャン＝クロード・ヴァン・ダム | 大塚芳忠                                                          |
| エリック・スローン     | デニス・アレクシオ             | 麦人                                                              |
| ジアン・チョウ         | デニス・チャン                 | 青野武                                                            |
| トン・ポー             | ミシェル・クィシ               | 岡和男                                                            |
| ウィンストン・テイラー | ハスケル・V・アンダーソン3世   | 千田光男                                                          |
| マイリー               | ロシェル・アシュナ             | 水谷優子                                                          |
| フレディ・リー         | カ・ティン・リー               | 谷口節                                                            |
| タオ・リウ             | リチャード・フー               | 山野史人                                                          |
| その他                 |                                | 峰恵研 田原アルノ 島田敏 成田剣 辻親八 佐藤しのぶ 叶木翔子 廣澤恵 |
|                        |                                |                                                                   |
| 演出                   |                                | 松川陸                                                            |
| 翻訳                   |                                | 古田由紀子                                                        |
| 制作                   |                                | コスモプロモーション                                              |
| 初回放送               |                                | 1991年6月6日 『木曜洋画劇場』 DVD&BD収録                          |

## スタッフ
- 監督 - マーク・ディサール、デヴィッド・ワース
- 製作 - マーク・ディサール、デヴィッド・ワース
- 脚本 - グレン・A・ブルース
- 撮影 - ジョン・クランハウス
- 音楽 - ポール・ハーツォグ
- 編集 - ウェイン・ウォーマン

## 続編・リメイク
- キックボクサー2 (1991年)
- キックボクサー3 (1992年)
- キックボクサー4 (1994年)
- キックボクサー5 (1995年)
- キックボクサー リジェネレーション (2016年) - リブート作品。ヴァン・ダムも主人公の師匠役で出演している[1][2]。
- キックボクサー ザ・リベンジ (2018年)